# Paratendipes tamafuscus
Paratendipes tamafuscus är en tvåvingeart som beskrevs av Kobayashi 1991. Paratendipes tamafuscus ingår i släktet Paratendipes och familjen fjädermyggor. Inga underarter finns listade i Catalogue of Life.